# O Incio
O Incio és un municipi de la província de Lugo a Galícia. Pertany a la comarca de Sarria.

## Geografia
Limita al nord amb Sarria i Samos, al sud amb Bóveda i A Pobra do Brollón, a l'est amb Samos i a l'oest amb Paradela i Bóveda.
Té un relleu muntanyós, per estar situat en els contraforts occidentals de la serra d'O Courel. Els principals rius del municipi són el Cabe, Mao i Antiga. Al Mao hi trobem l'embassament de Vilasouto, que abasteix d'aigua bona part de la Terra de Lemos.

## Demografia
| 8.137 | 7.010 | 6.253 | 4.155 | 2.358 |
| Fonts: INE i IGE (Els criteris de registre censal variaren i les dades de l'INE i de l'IGE poden no coincidir.) |       |       |       |       |

## Llocs d'interès
- Necròpolis de Santa Mariña
- Petròglifs i castros de Goó, Santa Cristina do Viso, A Cruz do Incio, Trascastro i Vilasouto.
- Església romànica de San Pedro Fiz do Hospital.

## Parròquies
| - Bardaos (San Xoán) - Castelo de Somoza (San Tomé) - A Cervela (San Cristovo) - Covela (San Pedro) - Eirexalba (Santo Estevo) - Foilebar (Santa María) - Goó (Santa María) - O Hospital (San Pedro Fiz) - O Incio (Santa Cruz) - Laiosa (San Martiño) - Noceda (San Xoán) - Pacios (Santa María) - Reboiro (Santa María) - Rendar (Santa María) | - Rubián de Cima (San Vicenzo) - San Pedro do Incio (San Pedro) - San Román do Mao (San Román) - San Salvador do Mao (San Salvador) - Santa María do Mao (Santa María) - Santa Mariña do Incio (Santa Mariña) - Santalla de Bardaos (San Xulián) - Sirgueiros (San Xoán) - Toldaos (Santiago) - Trascastro (Santalla) - Vila de Mouros (San Miguel) - Vilarxoán (San Lourenzo) - Vilasouto (San Mamede) - O Viso (Santa Cristina) |

## Particularitats
Un dels seus productes més tradicionalment coneguts i utilitzats des de temps dels romans, ha estat el seu famós marbre, conegut com a marbre d'Incio. Es tracta d'un material molt porós, de color gris i jaspiat en diverses tonalitats. Amb aquest material estan construïts els murs del conjunt romànic d'Hospital d'O Incio, situat en la carretera que transita Santa Cruz do Incio fins a Ferrería, a més de nombroses escultures i elements arquitectònics que ornamentaren la ciutat romana de Lucus Augusti. Cap destacar també les seves aigües ferruginoses amb propietats medicinals que en el seu moment van donar vida a l'Hotel Balneari de Ferrería.

## Fills il·lustres
- Lucía Pérez (n. 1985), cantant, representant d'Espanya al Festival d'Eurovisió 2011.